# Bobby Cowell
Robert "Bobby" Cowell (født 5. december 1922, død 11. januar 1996) var en engelsk fodboldspiller (forsvarer).
Cowell tilbragte hele sin aktive karriere, fra 1943 til 1955, hos Newcastle United. Her var han med til at vinde FA Cuppen i både 1951, 1952 og 1955, og spillede fuld tid i alle tre finaler.

## Titler
FA Cup
- 1951, 1952 og 1955 med Newcastle United